# 256697 Nahapetov
A 256697 Nahapetov (ideiglenes jelöléssel 2008 AZ1) a Naprendszer kisbolygóövében található aszteroida. T. V. Kryachko fedezte fel 2008. január 6-án.